# Hașîm Aydemîr
Haşim Aydemir (Lice, província de Diyarbakır, 17 de setembre de 1979) és un  guionista, director i productor de cinema kurd.
Aydemir va completar els seus estudis primaris i secundaris a Adana. Es va graduar al departament de periodisme de la Universitat d'Istanbul. Durant la seva etapa escolar va fer curtmetratges. Va treballar al plató de diverses sèries de televisió i va participar en la realització de clips i en els equips de direcció. Aydemir va dirigir Dema Evin Dikeve Dil (documental), Axe u Jiyan (sèrie de televisió), Ref (sèrie de televisió), 14 Tirmeh (pel·lícula) i Dema Dirîreskan (pel·lícula). Aydemir és propietari de Tigris Film Productions BV amb Erdal Oyunlu (productor).

## Filmografia

### Televisió
| Any  | Títol      | Paper    |
| ---- | ---------- | -------- |
| 2010 | Ax u Jiyan | Director |
| 2014 | Ref        | Director |

### Cinema
| Any  | Títol                            | Paper    |
| ---- | -------------------------------- | -------- |
| 2013 | Dema Evîn Dikeve Dil             | Director |
| 2017 | 14 Temmuz                        | Direcor  |
| 2021 | Temps de mores (Dema Dirîreskan) | Director |

## Nominacions i premis
- 2017 – Festival Internacional de Cinema de Duhok, millor actor i millor fotografia
- 2018 - Festival Internacional de Cinema de Slemani, Menció especial
- 2019 - Freedom Festival International Columbia, Carolina del Sud, Estats Units, Millor llargmetratge i Millor fotografia
- 2019 - Festival Internacional de Cinema dels Cinc Continents Veneçuela, Millor Llargmetratge Dramàtic i Llargmetratge de Menció Especial de Director
- 2019 - Premi de cinematografia canadenc Toronto, Canadà, premi al millor director per primera vegada